# Ova y dardo

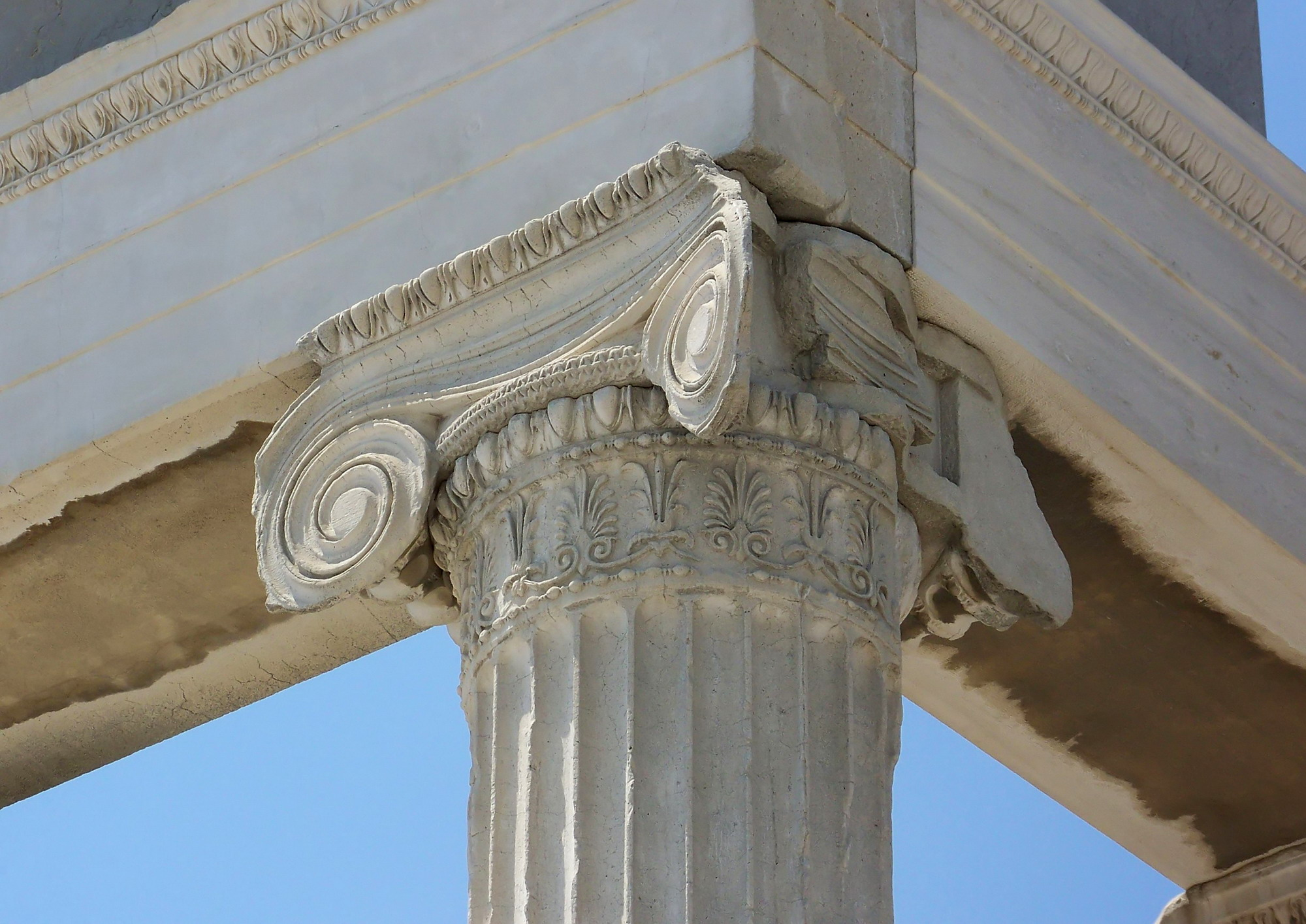
Capitel del Erecteion (Acrópolis de Atenas, finales del)

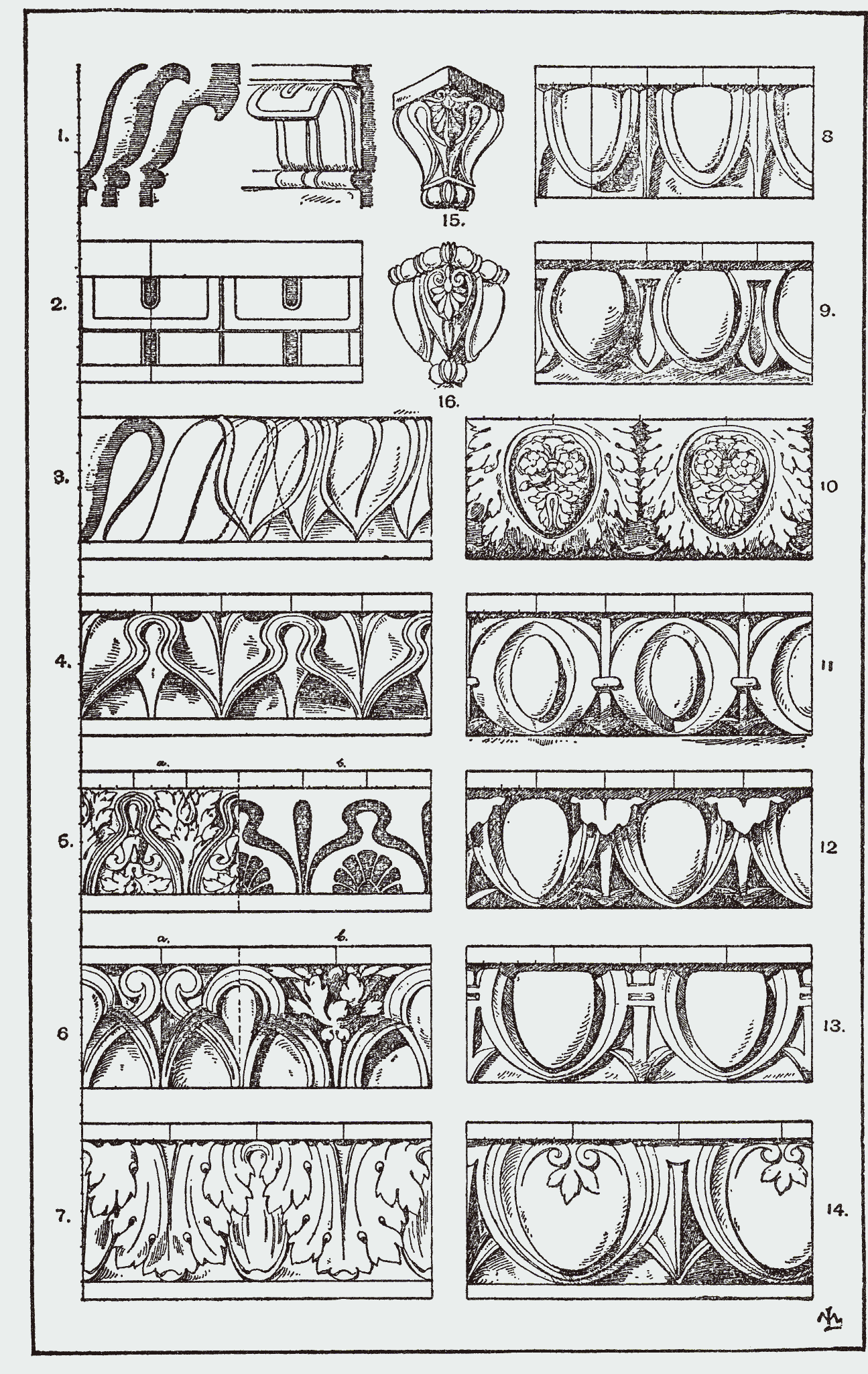
Motivo de ova y dardo del.

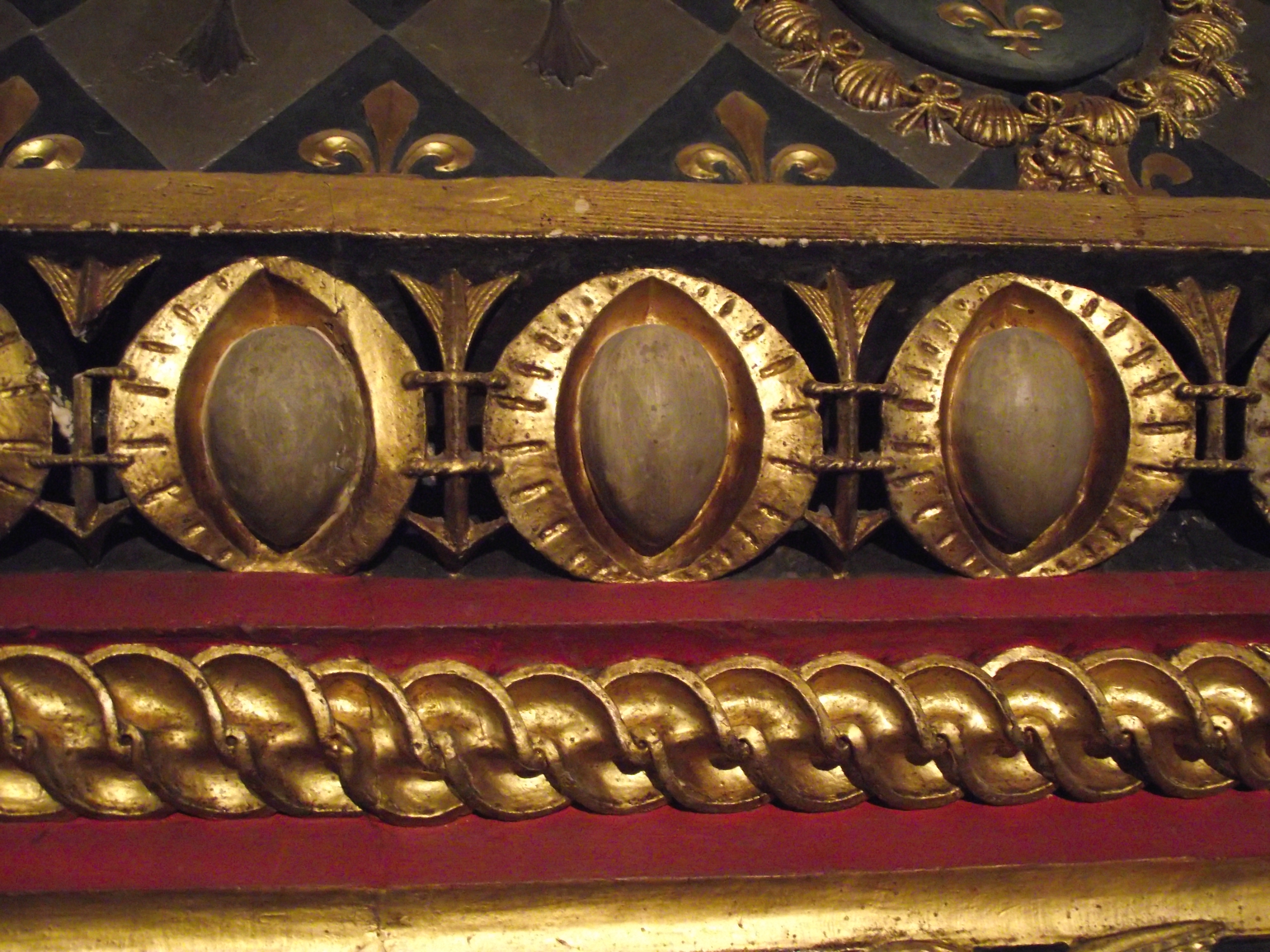
Detalle de la chimenea de la grande salle del Hôtel d'Alluye (estilo Luis XII, comienzos del).

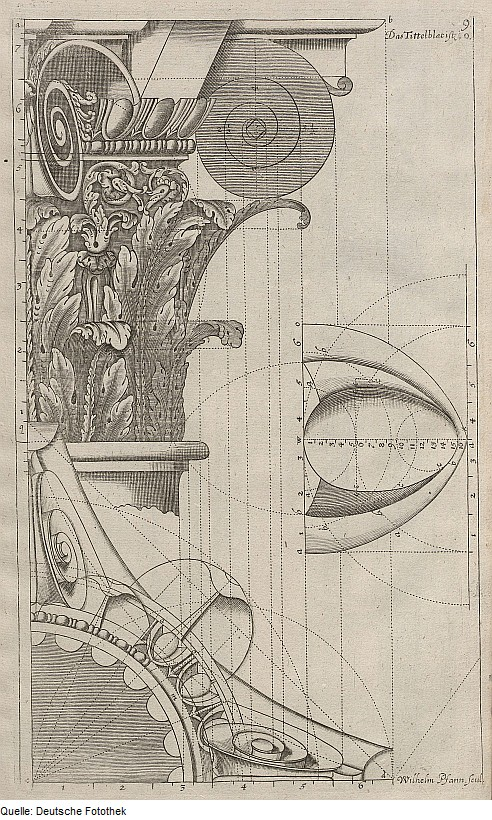
Esquema arquitectónico de Johann Georg Erasmus, 1685.

Ovas y dardos u ovas y flechas son denominaciones de un motivo ornamental a menudo tallado en madera, piedra o yeso. La moldura tiene la forma de un huevo (óvalo) (del Latín ovum) con la parte más aguda apuntando hacia abajo, alternando con un elemento en forma de dardo, flecha o ancla.  
Se utilizó en las molduras de los capiteles jónicos de la arquitectura de la Antigua Grecia (el kymas jónico de los equinos), como es el caso del Erecteion, y también en la arquitectura romana. Junto con otros motivos decorativos de la Antigüedad clásica, ha sido común en la arquitectura clásica y las artes decorativas desde el Renacimiento.

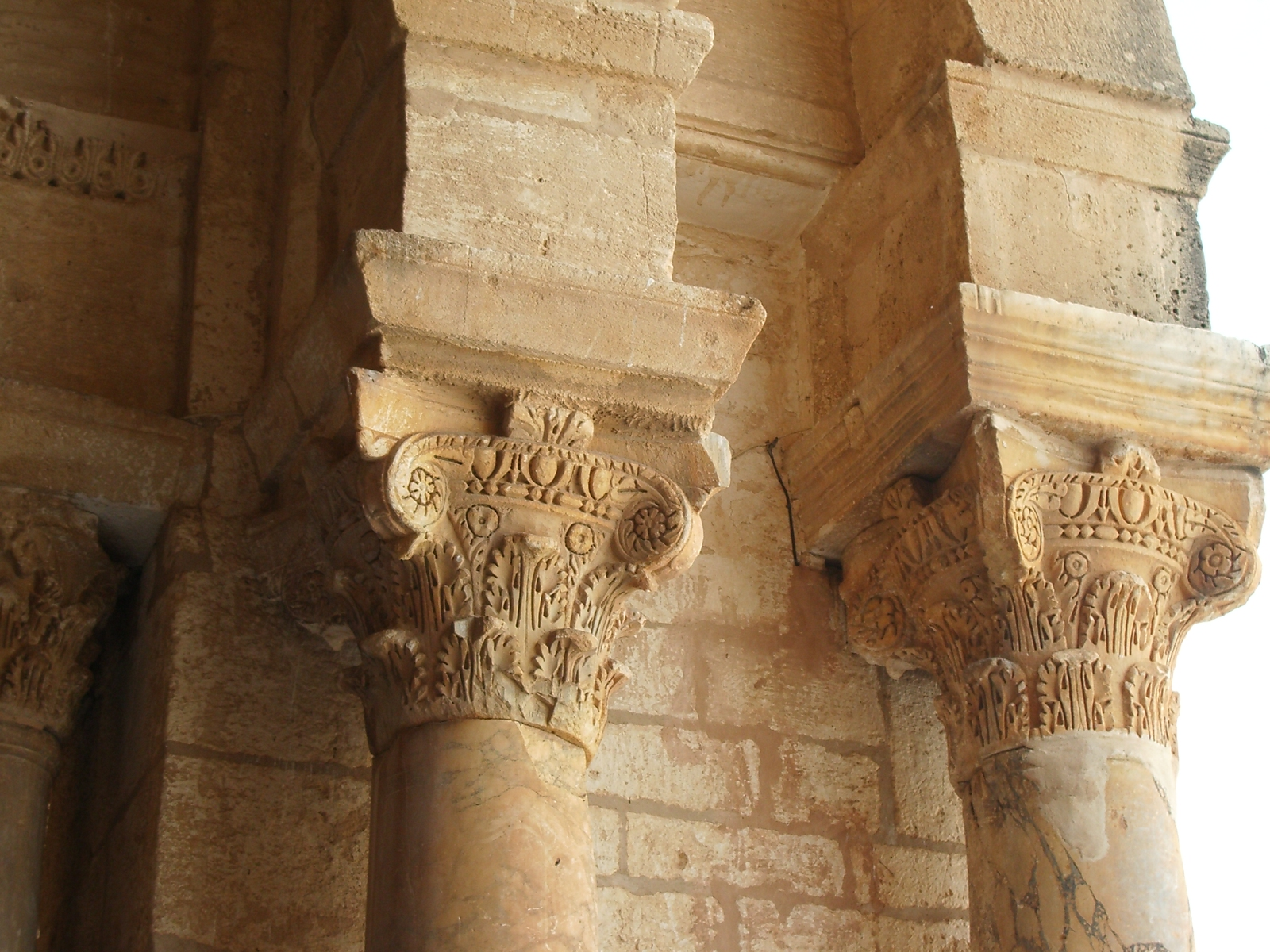
Ovas y dardos en capiteles compuestos. Gran Mezquita de Kairouan (siglos VII al IX).
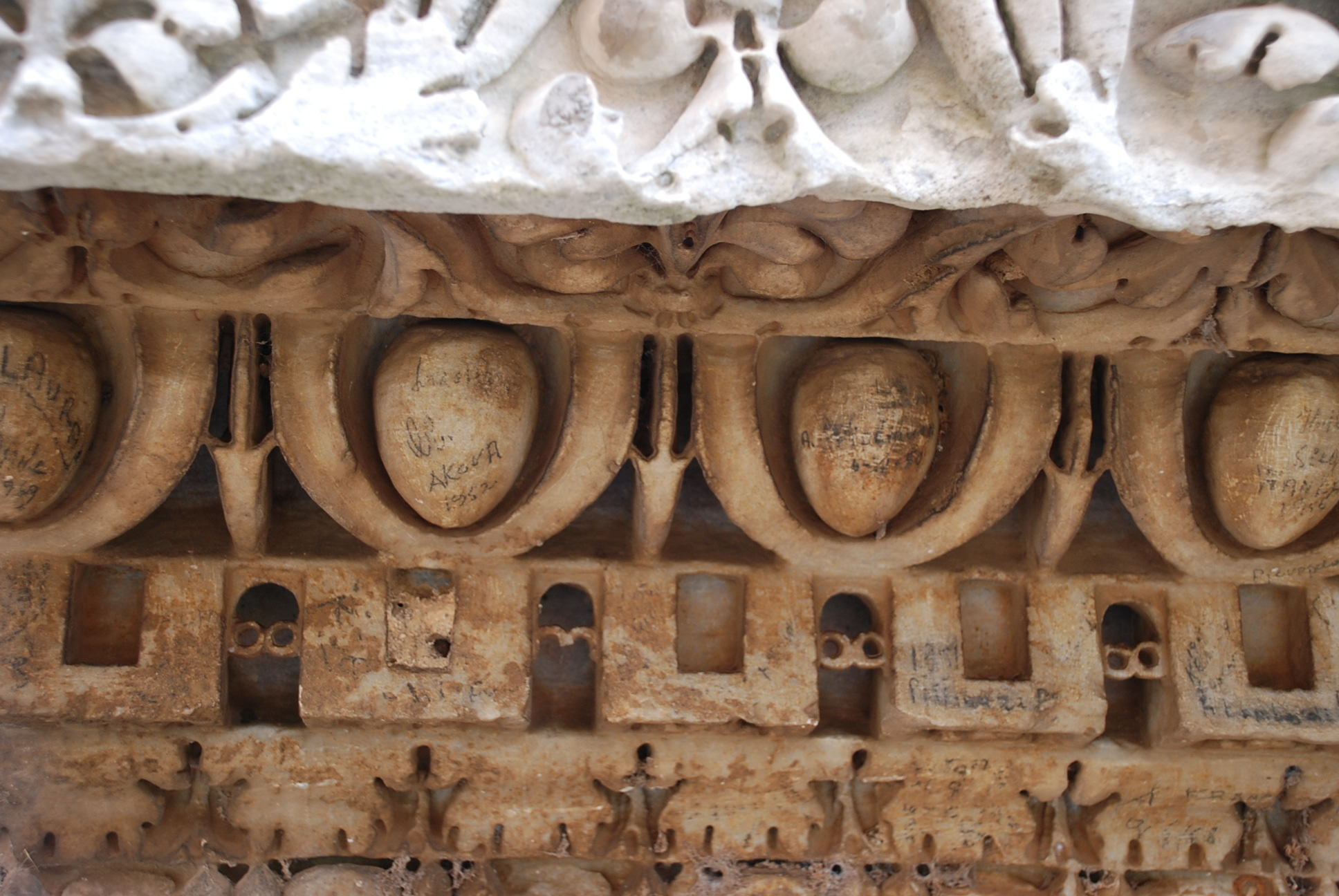
Ostia Antica.
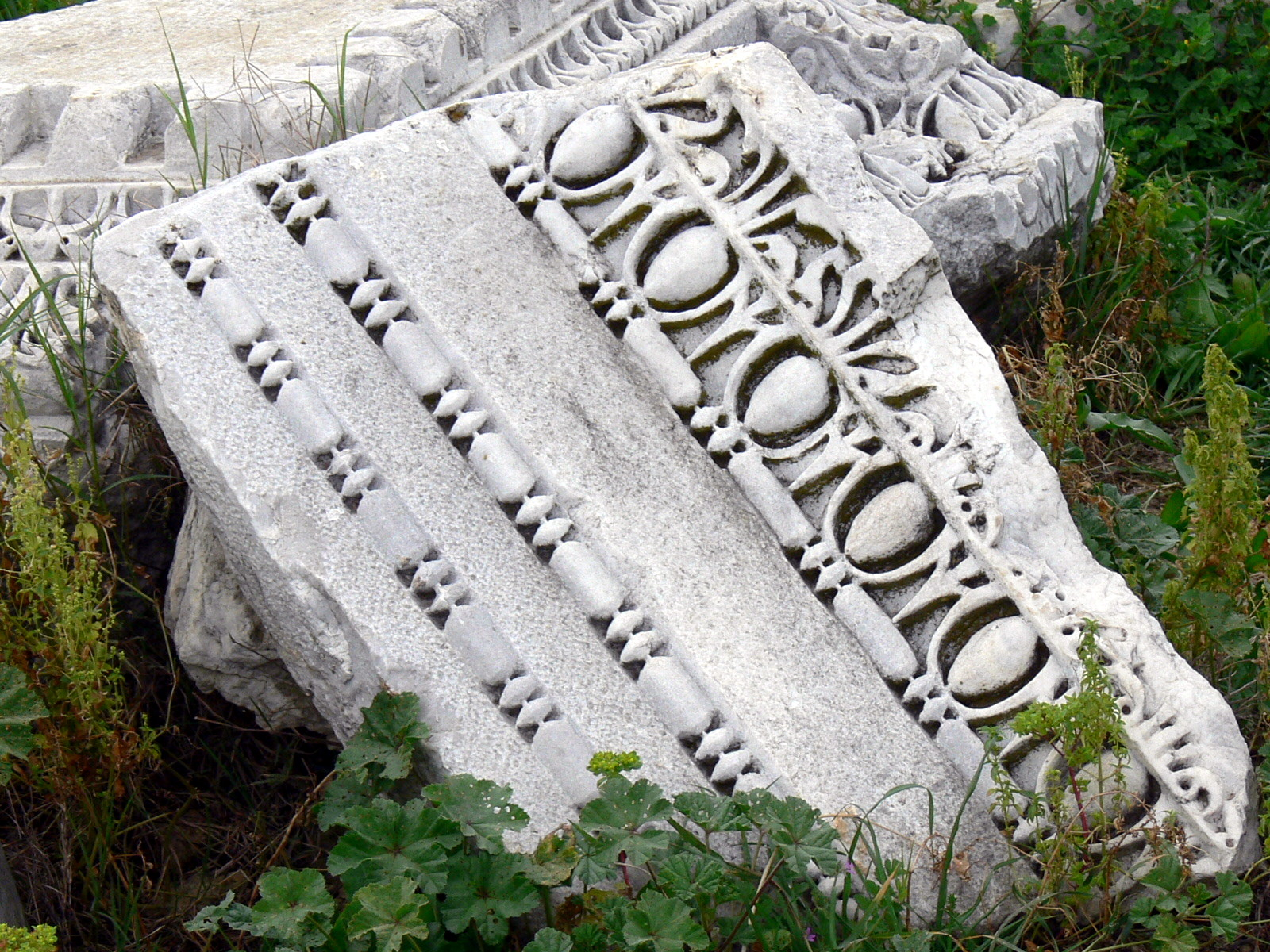
Antalya.